# Dingo (personnage d'Octave Mirbeau)
Pour les articles homonymes, voir Dingo.
Dingo  est le héros éponyme du roman de l’écrivain français Octave Mirbeau, Dingo (1913). C’est un chien, de race dingo, venu d’Australie et livré, encore tout jeune chiot, dans une caisse d’apparence mortuaire, au narrateur du roman, qui n’est autre qu’Octave Mirbeau lui-même, dans une espèce d’autofiction avant la lettre.
Le narrateur ne tarde pas à porter à ce cadeau tombé du ciel une très vive affection. Il admire l’aspect caricatural et disproportionné des formes de Dingo, son énergie, son courage, son individualisme, et surtout son amour de la liberté, qui fait si agréablement contraste avec la servilité de ses congénères : Dingo déteste en effet tout ce qui porte un uniforme et tous ceux qu’il soupçonne d’être des sépulcres blanchis, et il réserve toute sa sympathie aux malheureux et aux démunis : tel maître, tel chien.

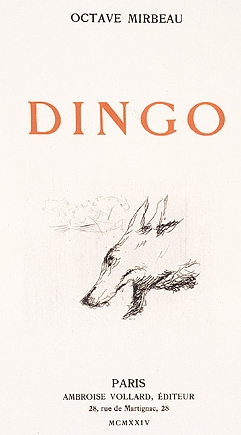
Éditions Ambroise Vollard, 1924

Et pourtant le maître fictif s'obstine bêtement à vouloir lui inculquer les saines valeurs de la Troisième République et à lui faire respecter les codes qui régissent les humains prétendument civilisés, contrariant ainsi son développement naturel : le Mirbeau-personnage de la fiction s’amuse à adopter des positions contraires à celles de Mirbeau-romancier, et, de ce fait, c’est l’animal qui, inversant la relation habituelle, donne à son maître de véritables leçons de liberté et de cynisme philosophique !
Mais comment être totalement libre au milieu des humains quand on est dominé par des instincts carnassiers, qui poussent Dingo à égorger les poules et les moutons qu’il rencontre ? À travers son exemple, Mirbeau met en lumière l’aporie à laquelle aboutit un naturisme béat.
Pour finir, Dingo est victime de sa fidélité à ses maîtres : comme le chien homonyme du romancier, il meurt d’une jaunisse, à Veneux-Nadon, après avoir passé de longues journées aux côtés de la femme du narrateur, blessée gravement dans un accident.